# Godless Savage Garden
Godless Savage Garden — сборник норвежской блэк-метал группы Dimmu Borgir, выпущенный в 1998 году лейблом Nuclear Blast и перевыпущенный 3 октября 2006 года (включает в себя два бонус-трека).
Первые четыре композиции были записаны во время записи альбома Enthrone Darkness Triumphant.
Это последний альбом группы, в записи которого участвовал клавишник Стиан Орстад.

## Список композиций
1. «Moonchild Domain» — 5:24
2. «Hunnerkongens Sorgsvarte Ferd Over Steppene» — 3:05
3. «Chaos Without Prophecy» — 7:09
4. «Raabjørn Speiler Draugheimens Skodde» (перезаписанная композиция) — 5:03
5. «Metal Heart» (кавер-версия одноимённой песни группы Accept) — 4:40
6. «Stormblåst» (концертная запись) — 5:09
7. «Master of Disharmony» (концертная запись) — 4:27
8. «In Death’s Embrace» (концертная запись) — 6:15
9. «Spellbound (By the Devil)» (концертная запись; бонус-трек) — 4:45
10. «Mourning Palace» (концертная запись; бонус-трек) — 5:57

## Участники записи
- Шаграт — вокал, гитара на второй и четвёртой композиции
- Силенос — гитара
- Тьодальв — ударные
- Нагаш — бас-гитара, бэк-вокал
- Астенну — гитара на композициях 1, 3, с пятой по восьмую
- Стиан Орстад — клавишные на композициях с первой по пятую
- Мустис — клавишные на композициях с шестой по восьмую